# 岡本綺堂

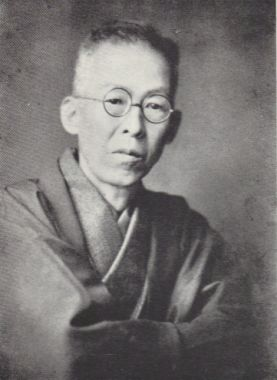

岡本綺堂（1872年10月15日—1939年3月1日）是日本小說家、劇作家。本名岡本敬二。別號狂綺堂、鬼菫、甲字樓等。著名的作品有「半七捕物帳」等。

## 生平
元德川幕府御家人之長男，東京高輪出身。東京府尋常中學（後東京府立一中、現東京都立日比谷高等學校）在學中，立志成為劇作家，卒業後的1890年，東京日日新聞入社。之後的24年間在中央新聞社、繪入日報社等擔任新聞記者。
1891年，在東京日日新聞發表小說「高松城」。1896年，在『歌舞伎新報』發表戲曲處女作「紫宸殿」。1902年，「金鯱噂高浪」歌舞伎座在上演，得到好評。之後，因「維新前後」、「修禪寺物語」等作品的成功，成為新歌舞伎的代表劇作家。
1913年以降，專心在作家活動，執筆許多新聞連載的長編小說、探偵物、恐怖物。1916年，受福爾摩斯的影響，開始執筆日本最初的岡引捕物小說「半七捕物帳」，描寫江戶情緒得到好評。
1937年，成為演劇界首位藝術院會員。1939年，因肺炎在目黑死去。葬在青山墓地。没後，養嗣子岡本經一創立出版社「青蛙房」保存普及綺堂的作品。

## 代表作

### 戲曲
- 綺堂脚本集 黑船話、貞任宗任、小笠原島、佐渡の文覺、箕輪の心中、修禪寺物語
- 箕輪心中・浪華の春雨
- 鳥邊山心中
- 佐々木高綱
- 番町皿屋敷
- 板倉内膳正
- 修禪寺物語
- 玉藻の前
- 修禪寺物語

### 半七捕物帳
『半七捕物帳』全69篇 以遠流版出版順序
- 參拜卷(短篇集01~07) ISBN：957325381X
  - 收錄作品：阿文的魂魄、石燈籠、戡平之死、澡堂二樓、鬼師傅、警鐘之怪、別宅宦女

- 太鼓卷(短篇集08~13) ISBN：9573253844
  - 收錄作品：腰帶池、春天雪融時、廣重與水獺、牽牛花宅邸、貓騷動、弁天閨女

- 茶娘篇(短篇集14~19) ISBN：957325560X
  - 收錄作品：津國屋、山祝之夜、鷹的去向、三河萬歲、長矛刺、阿照的父親

- 狐仙篇(短篇集20~26) ISBN：9573255618
  - 收錄作品：向島別墅、蝴蝶合戰、筆墨舖女兒、鬼姑娘、小女郎狐、狐與僧、女行者

- 妖銀杏(短篇集27~33) ISBN：9573256991
  - 收錄作品：妖銀杏、雪人、熊屍、酒釀婆、紙老虎、海和尚、雲遊畫師

- 雷獸與蛇(短篇集33~39) ISBN：9573257521
  - 收錄作品：雷獸與蛇、半七老師、冬天的金魚、松茸、戲偶師、少年少女之死

- 紫鯉魚(短篇集40~46)ISBN：9573258412
  - 收錄作品：洋人頭顱、獨眼小僧、面具、柳原堤之女、紫鯉魚、三個聲音、十五夜請小心

- 金蠟燭(短篇集) ISBN：9573259370
  - 收錄作品：金蠟燭、如呼拉怪談、大阪屋花鳥、正雪的繪馬、大森雞

- 妖狐傳(短篇集52~56) ISBN：9573259648
  - 收錄作品：妖狐傳、新喀擦喀擦山、唐人飴、披肩蛇、河豚鼓

- 幽靈棚子(短篇集57~61) ISBN：9789573260462
  - 收錄作品：幽靈棚子、往昔的菊人偶、螃蟹阿角、青山復仇、吉良的短刀

- 夜叉神堂(短篇集62~66) ISBN：9789573261377
  - 收錄作品：步兵剪髮事件、川越次郎兵衛、走馬燈、夜叉神堂、舞蹈地藏

- 白蝶怪(短篇集67~69) ISBN：9789573262398
  - 收錄作品：薄雲的棋盤、兩個老婆、白蝶怪

### 鬼談系列
- 青蛙堂鬼談(短篇集) ISBN：9789573254027
  - 收錄作品：青蛙神、利根渡口、兄妹之魂、猿之眼、蛇精、清水之井、窯變、螃蟹、單腳女、黃紙、笛塚、龍馬之池

- 鰻男鬼談(短篇集) ISBN：9789573258407
  - 收錄作品：父之怪談、河童小僧、少年演員之死、黃八丈窄袖服、池袋之怪、月夜物語、金襖子蛙、被鰻魚詛咒的男人、麻田的一夜、蛔蟲、慈悲心鳥、壽衣的祕密、影子被踩的女人

- 白髮鬼談(短篇集) ISBN：9789573257233
  - 收錄作品：石獅子、水鬼、車站的少女、木曾的旅人、西瓜、鴛鴦鏡、鐘之淵、一只戒指、白髮鬼、離魂病、海龜、百物語、妖婆

## 著書一覽
- 維新前後
- 室町御所
- 半七聞書帳、後「半七捕物帳」
- 近松物語
- 能因法師

等多數

## 關連項目
- 額田六福 - 弟子、劇作家
- 青蛙神 - 青蛙房的由來
- 傳奇小說
- 時代小說

## 外部連結
- 岡本 綺堂：作家別作品リスト （页面存档备份，存于）（青空文庫）
- 綺堂事物・岡本綺堂案内 （页面存档备份，存于）
- 岡本綺堂訳 世界怪談名作集
- 青蛙房